# A229 road
Die A229 ist eine überregionale Schnellstraße, die in Nord-Süd-Richtung die Grafschaften Sussex und Kent bzw. die jeweiligen Küsten miteinander verbindet. Sie beginnt bei Rochester, führt über Maidstone und Hawkhurst und endet als Einmündung in die A21 road bei Hurst Green. Sie verbindet die Autobahnen M2 und M20. Sie folgt im Wesentlichen dem Verlauf der alten Römerstraße von Rochester nach Hastings.
Die Straße erlangte weltweite Bekanntheit durch die Legenden um mindestens eine Weiße Frau, die bei Blue Bell Hill und Burham als Phantom-Anhalterin Verkehrsteilnehmern erscheinen soll.
Die Straße ist bei Maidstone als sogenannter Flaschenhals bekannt, der zu Stoßzeiten regelmäßig in beiden Richtungen zu Verkehrsstauungen neigt.

## Die Trassenführung
Die 47 km lange A229 road führt durch relativ dünn besiedeltes Gebiet abseits der Städte des Tales des River Medway und Maidstone und verbindet Hastings mit Rochester. Von dort ausgehend führt sie an Troy Town und dem Flughafen Rochester vorbei. Ein großer Verkehrsknotenpunkt ist südlich des Ballungsraumes aus Rochester und Chatham bei Blue Bell Hill, wo sich die Straße mit der Autobahn M2 kreuzt. Von dort an quert die Straße die North Downs als zweispuriger Ausbau pro Richtungsfahrbahn und wird dabei von der Bahntrasse High Speed 1 unterkreuzt, die Dover mit London verbindet. Sie führt weiter am Meway-Tal vorbei und bei Maidstone kreuzt sie die Autobahn M20. Sie führt weiter durch das Stadtzentrum von Maidstone und hat Verbindungen zur A26, A20 and A249 road. Hinter Maidstone quert die Straße den Greensand Ridge Richtung Loose um dann durch das Tal des River Beult nach Staplehurst zu führen. Die Straße passiert die Landschaft des Weald um dann durch Cranbrook und Hawkhurst hindurch bei Hurst Green die A21 road nach Hastings zu erreichen.

## Geschichte
Die Strecke folgt nach Ivan Margery teilweise der alten Römerstraße Nr. 13 von Rochester nach Hastings. Sie war 1728 im Abschnitt von Rochester nach Maidstone eine Zollstraße (engl.: „turnpiked“) und ab 1760 bis Cranbrook. Diese alte Zollstraße wurde dann ab 1923 als A229 benannt, wobei die ursprüngliche Führung über die Sandling Road und die Week Street führte. Die Gabelung in Richtung des Flusstales wurde 1978 eröffnet. Die Trasse wurde über Teile des Geländes der Fremlin's Brewery geführt, deren Produktionsstätte in Maidstone kurz darauf schloss. Sie ersetzt auch Teile der Old Chatham Road, die an der Gaststätte Lower Bell vorbeiführt.
2006 fand an der A229 die bisher größte Polizeikontrolle von Kent statt. Sie diente dem Zweck, Drogenhändler und Betrüger dingfest zu machen. 27 Fahrzeuge wurden angehalten, ohne dass eine einzige Festnahme erfolgte.

## Mystisches

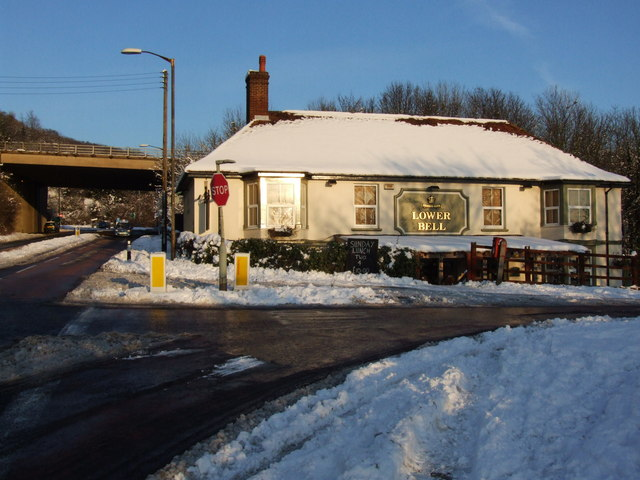
Die Kneipe Lower Bell. – In der Nähe ereignete sich der Unfall von 1965.

Über den Bereich der Schnellstraße und der Old Chatham Road in der Nähe von Blue Bell Hill, Burham und der Kneipe Lower Bell, die durch einen schweren Unfall, der sich in der Nähe ereignete, bekannt wurde, berichtet der Volksmund über gehäufte Erscheinungen von weißen Frauen als Phantom-Anhalterinnen. Die Straße gilt deshalb auch als eine der „most haunted roads in the country“. Diese – so die Berichte – halten in tiefer Nacht leichtgekleidet Autofahrer an und verschwinden spurlos während der Fahrt aus dem Auto. Andere Versionen der Geschichte erzählen von Anhalterinnen, die eine Adresse angeben, und wenn der erstaunte Fahrer, dessen Beifahrerin während der Fahrt verschwunden ist, an dem gewünschten Ort anhält, wird ihm berichtet, dass die betreffende Person seit Jahren tot ist. Eine dritte Variante berichte über Autofahrer, die bei der Polizei melden, sie hätten eine Frau überfahren – aber wenn die Polizei den vermeintlichen Unfallort absucht, findet sich regelmäßig keine Spur eines Unfallgegners. Andere Autofahrer sollen einfach durch eine Frau hindurchgefahren sein. Einer der bekanntesten Vorfälle war die Erscheinung, die der Maurer Maurice Goodenough am 13. Juli 1974 gehabt haben soll, als er glaubte ein 10-jähriges Mädchen angefahren und verletzt zu haben. Die daraufhin erfolgte polizeiliche Suche erbrachte kein Ergebnis. Eine Erscheinung wurde auch von 1992 berichtet.
Es werden verschiedene reale Ereignisse der jüngeren Vergangenheit mit diesen angeblichen Erscheinungen in Verbindung gebracht:
1. Am 19. November 1965 verunglückten 4 junge Frauen in einem Ford Cortina, als sie auf dem Weg nach Maidstone auf der Gegenspur der Old Chatham Road in der Nähe von Lower Bell mit einem Jaguar kollidierten. Die Beifahrerin Judith Lingham starb am Unfallort. Die 22-jährige Fahrerin Susan Browne aus Gillingham, die am nächsten Tag den RAF-Techniker Brian Wetton zu heiraten plante, starb fünf Tage später im Krankenhaus von Maidstone ohne das Bewusstsein wiedererlangt zu haben. Eine Beifahrerin – Patricia Ferguson – auf dem Rücksitz starb Wochen später im Krankenhaus, eine Beifahrerin überlebte vollständig genesen nach monatelangem Krankenhausaufenthalt. Seit dem Unfall sollen sich immer wieder Erscheinung gezeigt haben, die der Volksmund mit Judith Lingham und Susan Browne in Verbindung bringt.[3][4][13][14]
2. 1916 wurde nördlich von Blue Bell Hill Emily Maria Trigg im August mutmaßlich von einem Sexualstraftäter, der nie gefunden wurde, ermordet. Auch sie stand kurz vor der Verheiratung. Ihr Skelett wurde Ende September desselben Jahres von Brombeersammlern am Wegesrand nördlich des heutigen Autobahnkreuzes zur M2 gefunden. Seitdem werden von dort Erscheinungen berichtet.[3][4]
3. Eine alte Frau soll in den Bergen um Blue Bell Hill unter ungeklärten Umständen zu Tode gekommen sein. Seitdem werden schwarze Erscheinungen berichtet, die auf Menschen und Fahrzeuge zukommen sollen.[3][4]

Der Heimatforscher Sean Tudor vermutet allerdings, dass es schon vor den besagten Ereignissen in der Gegend um Blue Bell Hill Legenden von übernatürlichen Ereignissen und Phänomenen gegeben haben soll. Die Gegend war reich an heute teilweise abgebrochenen steinzeitlichen und keltischen Kultstätten, von denen Kit’s Coty die bekannteste ist. Nach seiner Vermutung sind die Geistergeschichten nur moderne Umdeutungen alter Legenden.
2014 wurde durch eine lokale Arbeitsgruppe die filmische Aufarbeitung The Ghost of Blue Bell Hill über die Ereignisse gefertigt. Es wird berichtet, dass sich an der bekannten Stelle kurz vor den Dreharbeiten ein schwerer Motorradunfall ereignet hat.